# تپه سوزه
تپه سوزه مربوط به عصر مس و سنگ - عصر آهن - دوره اشکانیان - سده‌های اولیه دوران‌های تاریخی پس از اسلام است و در شهرستان دره‌شهر، بخش مرکزی، ۲۵۰ متری شرق دهستان ارمو واقع شده و این اثر در تاریخ ۲۶ دی ۱۳۸۶ با شمارهٔ ثبت ۲۰۶۴۳ به‌عنوان یکی از آثار ملی ایران به ثبت رسیده است.